# Tolui
Tolui eller Tului, född cirka 1193, död 1232, var son till den mongoliska härskaren Djingis khan. Efter Djingis Khan:s död 1227 styrde Tolui mongolväldet.
Hans uppväxt var svår, vid fem års ålder blev han nästan dödad av en Tatar men räddades av sin syster Altani och två av Djingis khans soldater. Hans bröder var Jochi, Tjagatai khan och Ögedei. De fyra fick styra ett khanat vardera av Djingis khan kungarike när han dog, med Ögedei som officiell khan och överordnad de andra. Jochi som var den äldste av dem avled ett år före sin far, och misstänks dessutom vara en oäkting då han föddes kort efter modern Börte räddats från merkitisk fångenskap.